# Roger
 For alternative betydninger, se Roger (flertydig). (Se også artikler, som begynder med Roger)
Roger er en oprindelig engelsk variant af drengenavnet Rodger. Navneleddet Rod- kan komme af det norrøne ord hróðr, der betyder "ære" eller "berømmelse", eller af det gammelhøjtyske hruod med samme betydning. Det andet navneled kan komme af det norrøne geirr eller det gammelhøjtyske ger, der begge betyder "spyd", eller af det urnordiske *hariaR, "kriger", eller *wariaR, "forsvarer". 
Hroðgar var en gammelengelsk og Hróðgeirr en norrøn variant af navnet.

## Udbredelse
Roger er et meget almindeligt navn i Belgien og er ellers meget brugt i USA, Sverige, Norge og Frankrig. Den tyske form Rüdiger er almindelig i Tyskland.

## Kendte personer med navnet
Personerne i listen er ordnet kronologisk efter fødselsår.
- Frère Roger (f 1915), schweizisk præst
- Roger Moore (f 1927), engelsk skuespiller
- Roger Miller (1936–1992), amerikansk sanger
- Roger Waters (f 1943), engelsk musiker
- Roger Clemens (f 1962), amerikansk baseballspiller
- Roger Federer (f 1981), schweizisk tennisspiller